# Wast Water
Wast Water o Wastwater es un lago en el parque nacional del Distrito de los Lagos, Inglaterra. El lago tiene aproximadamente 4,6 kilómetros de largo y 600 metros de ancho, y se encuentra en el valle de Wasdale. Es el lago más profundo de Inglaterra con 79 metros, y es propiedad del National Trust.
Es uno de los mejores ejemplos de valle glaciarmente "sobre-hundido". La superficie del lago es de alrededor de 200 pies por encima del nivel del mar, mientras que su fondo queda 50 pies debajo del nivel del mar.
El nombre del lago y su valle se pronuncia como en was, no con una a dura. El lago se llama "Wast Water" en los mapas de Ordnance Survey, pero más o menos con idéntica frecuencia puede leerse "Wastwater", incluido su propietario, el National Trust, junto con el Cumbria Tourist Board, y la autoridad del parque nacional del Distrito de los Lagos.
Las inclinadas laderas en el lado sureste del lago, que lleva a las cumbres de Whin Rigg y Illgill Head, se conoce como los "Wastwater Screes" o en algunos mapas como "The Screes". Estos pedregales (screes) se formaron como resultado de la erosión del hielo y del tiempo en las rocas del Grupo volcánico Borrowdale, que forma las caídas al este del lago, hacia Eskdale. 
La cabeza del valle de Wasdale está rodeado por algunas de las montañas más altas de Inglaterra, incluyendo Scafell Pike, Great Gable y Lingmell.
Wast Water es la fuente del río Irt que desemboca en el mar de Irlanda cerca de Ravenglass. Un sendero popular recorre toda la longitud del lago, a través de cantos rodados y pedregales que caen a la base de este lado escabroso. En el lado noroeste están los acantilados de Buckbarrow (una parte de Seatallan) y la forma de buque invertido de Yewbarrow.

## La conexión Sellafield
El agua del lago es bombeado a la cercana instalación de residuos nucleares Sellafield como un aporte de agua dulce. El NDA (Nuclear Decommissioning Authority) ha asumido la licencia que en un tiempo tuvo el BNFL (British Nuclear Fuels plc) que les permite extraer un máximo de 18.184,4 m³ un día y 6,637.306 m³ por año desde Wast Water para usarla en el lugfar para varios procesos incluyendo las lagunas de refrigeración y reprocesamiento (la producción de electricidad ha cesado).

## Afluentes
En el sentido de las agujas del reloj desde el río Irt
- Countess Beck
- Smithy Beck
- Goat Gill
- Nether Beck
- Over Beck
- Mosedale Beck
- Lingmell Beck
- Hollow Gill
- Straighthead Gill